# Brasjten
Brasjten (Bulgaars: Бръщен) is een dorp in het zuiden van Bulgarije. Het dorp is gelegen in de gemeente Dospat in de oblast Smoljan. Het dorp ligt op ongeveer 41 km afstand van Smoljan en 138 km van Sofia.

## Bevolking
Alhoewel het inwonertal tussen 1934 en 1992 continu toenam (met een onderbreking in 1965-1975), kampt het dorp sinds de val van het communisme in Bulgarije met een intensieve bevolkingskrimp. Op 31 december 2020 telde het dorp 757 inwoners, een daling ten opzichte van het maximum van 982 inwoners in 1992.
|  |

In het dorp wonen hoofdzakelijk ‘Pomaken’ (geïslamiseerde Bulgaren). 
| Etnische samenstelling van de respondenten (2011) | Etnische samenstelling van de respondenten (2011) | Etnische samenstelling van de respondenten (2011) | Etnische samenstelling van de respondenten (2011) | Etnische samenstelling van de respondenten (2011) |
| ------------------------------------------------- | ------------------------------------------------- | ------------------------------------------------- | ------------------------------------------------- | ------------------------------------------------- |
|                                                   |                                                   |                                                   |                                                   |                                                   |
| Bulgaren                                          | Bulgaren                                          |                                                   | 75,6%                                             | 75,6%                                             |
| Turken                                            | Turken                                            |                                                   | 0,0%                                              | 0,0%                                              |
| Roma                                              | Roma                                              |                                                   | 0,0%                                              | 0,0%                                              |
| Anders/Onbekend                                   | Anders/Onbekend                                   |                                                   | 24,4%                                             | 24,4%                                             |